# Io sono tu
Io sono tu (Identity Thief) è un film del 2013 diretto da Seth Gordon con protagonisti Jason Bateman e Melissa McCarthy.

## Trama
Sandy Bigelow Patterson, vive a Denver in Colorado, è un agente di borsa con famiglia e il terzo figlio in arrivo e all'improvviso si ritrova con il conto bancario prosciugato e capi d'accusa per spaccio di droga. La verità è che una donna in Florida gli ha rubato l'identità. Sandy rischia anche di perdere il lavoro e ha solo una settimana per cercare di rimettere le cose a posto. Si reca in Florida e deve fronteggiare la falsa Sandy Patterson, il cui vero nome è Diana. Per lui è l'inizio di una serie di disavventure in quanto Diana è a sua volta inseguita da loschi individui che la vogliono eliminare. Nonostante l'astio iniziale nei confronti di Diana, Sandy nel tempo familiarizza con lei e l'aiuta a scappare. Il loro ritorno insieme in  Colorado, in tempo affinché Sandy possa riavere la propria identità e non perdere il lavoro, sarà più complicato del previsto tra equivoci e inseguimenti. Quando, dopo mille difficoltà, riescono ad arrivare a Denver, Sandy ha stabilito con Diana un rapporto di amicizia e non se la sente di portarla alla polizia. Sarà lei stessa a consegnarsi alla giustizia confessando tutto e accettando di finire in prigione per non rovinare la carriera e la felicità familiare di Sandy.

## Produzione
Il budget del film è stato di 35 milioni di dollari.

## Promozione
Il primo trailer del film viene pubblicato il 26 settembre 2012.

## Distribuzione
La pellicola è stata distribuita nelle sale cinematografiche statunitensi a partire dall'8 febbraio 2013, mentre in Italia dall'8 agosto seguente.

### Divieti
Il film è stato vietato negli Stati Uniti ai minori di 17 anni se non accompagnati da adulti per la presenza di contenuti sessuali e linguaggio non adatto.

## Accoglienza

### Incassi
Il film ha incassato 134,5 milioni nel Nord America e 39,4 nel resto del mondo, per un totale di 173,9 milioni di dollari.

## Riconoscimenti
- 2014 - MTV Movie Awards
  - Candidatura per il miglior combattimento
  - Candidatura per il miglior momento musicale